# Кондратовка (Донецкая область)
Кондра́товка (укр. Кіндратівка) — село в Дружковской городской общине Краматорского района Донецкой области Украины.

## Общие сведения
Население по переписи 2001 года составляло 1089 человек. Почтовый индекс — 84208. Телефонный код — 6272.
По состоянию на 15 апреля 2025 года в Кондратовке остаются 359 человек.